# Perceval o il racconto del Graal
Il poema incompiuto Le Roman de Perceval ou le conte du Graal, di Chrétien de Troyes, fu scritto all'epoca delle crociate, ovvero tra il 1175 e il 1190 circa. Ne fu committente Filippo I d'Alsazia, conte di Fiandra.

## Tema
È il grande capolavoro prodotto dalla società feudale, dalla società dei cavalieri, contraddistinta dalla prodezza intesa come valor militare di cui il cavaliere dà prova nelle lotte coi mostri, nella conquista delle donne.
È considerata la prima opera letteraria che fa cenno al Santo Graal e farà da modello ai molti successivi romanzi ispirati alla leggenda del Graal. All'interno dell'opera il Graal non viene raffigurato come il calice dell'ultima cena di Gesù Cristo. Inoltre il nome "graal" è fatto precedere dall'articolo indeterminativo "un", il che fa pensare che l'autore volesse menzionare un oggetto convenzionale (probabilmente un bacile o un vassoio), certo non ancora identificabile col "Santo Graal" delle produzioni successive.

## Trama
Il protagonista del romanzo è Perceval, un ragazzo di 15 anni che vive con la madre vedova, che lo custodisce gelosamente per sé in un castello isolato in mezzo ad una foresta, e non sa nulla del mondo, non sa nemmeno il suo nome. Il padre e i fratelli di Perceval sono morti in guerra, e per non rischiare di perdere l'unico figlio rimasto, la madre decide di tenerlo lontano dal mestiere della cavalleria.
Un bel giorno, cresciuto in semplicità di spirito e purezza di cuore, incontra alcuni cavalieri e, affascinato dallo splendore delle loro armature, ne chiede alla madre, non sapendo chi siano. La madre, che ha avuto la famiglia falcidiata dalle guerre, gli risponde che sono angeli che distruggono tutto quello che toccano. Innamorato di quest'idea di cavalleria che non conosce, Perceval lascia la madre, senza la sua approvazione, per compiere la sua educazione. Vestito da boscaiolo, raggiunge la corte di re Artù. Qui, messosi in luce per coraggio e virtù, viene nominato cavaliere dal sovrano prima, e successivamente dal signore Gornemant. La nipote di costui, Biancofiore, se ne innamora, ma Perceval, pur ricambiando, decide di ripartire, perché desideroso di rivedere sua madre e accertarsi che stia bene. Per inseguire il sogno di diventare cavaliere, l'aveva infatti lasciata svenuta al di là di un ponte. Scoprirà invece che, vedendolo partire, era rimasta uccisa dal dolore. Iniziano così le nuove avventure, durante le quali il giovane giunge al castello del Re Pescatore che reca su di sé un'inguaribile ferita: sino a quando non sarà rimarginata regneranno sulla sua terra tristezza e carestia.
Cresciuto al riparo da tutto, anche dalla religione cristiana, Perceval farà un incontro inatteso: avrà la rivelazione del Cristo, di Dio, in una straordinaria liturgia del venerdì santo. 
Al suo risveglio tutto è sparito, nessuno a parte lui sembra essere presente nel castello, e ricomincia così le sue peregrinazioni. Durante una lunga serie di nuove avventure, dovrà rendersi degno di ritrovare il graal, ponendo rimedio al suo errore e salvando così la terra malata e il Re Pescatore. Incontra un eremita, fratello del Re Pescatore, che lo confessa durante la Pasqua e rinfocola il suo sentimento religioso, perso durante il cammino. Viene a conoscenza inoltre della sua appartenenza alla Famiglia del Graal e del fatto che il Re Pescatore è suo cugino, in quanto "figlio di quel Re Santo che si nutre solo delle ostie che gli vengono portate".

## Struttura dell'opera

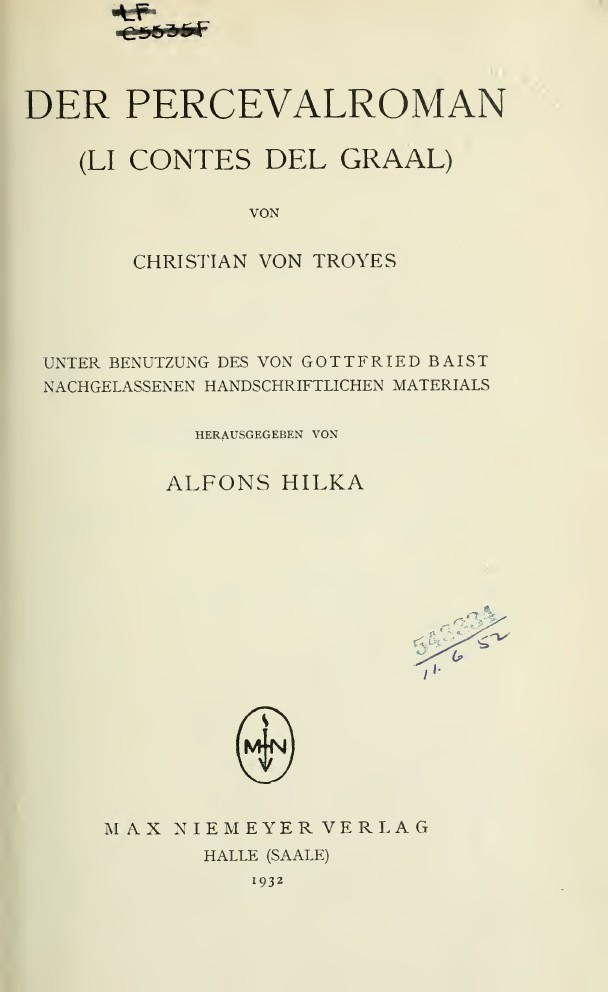
Roman de Perceval, 1932

Il romanzo è suddiviso in quattro parti.
La prima e la terza raccontano le avventure del giovane gallese Perceval. La sua educazione procede per gradi. L'educazione alla natura è quella che avviene nella solitudine con la madre, inconsapevole del mondo esterno a causa dell'eccessiva possessività di questa. Dapprima inesperto e digiuno del mestiere delle armi, diventa cavaliere di re Artù e compie numerose prodezze. Ha molti incontri con i cavalieri, che gli impartiscono lezioni sulla morale cortese. Egli si evolve come il prototipo del cavaliere cortese. Il terzo grado di educazione è quello spirituale: Perceval non ha ricevuto il messaggio cristiano, e all'inizio non comprenderà la rivelazione di Cristo.
Seconda e quarta parte narrano invece delle prodezze di un altro cavaliere, Galvano. Egli rappresenta la vecchia cavalleria, condannata da Chrétien per la troppa attenzione alle apparenze, senza però un vero spessore di forza benefica. Un mondo decadente, come dimostra la situazione drammatica in cui si trova la corte di re Artù, che ha grosse contraddizioni e scarsa coscienza morale. Galvano si rende infatti protagonista di grottesche scenette, avventure fini a se stesse e descritte con sottile ironia, e sonore sconfitte. La narrazione occupa ben 4000 versi del poema su un totale di 9000 segnando nettamente la contrapposizione tra due sezioni dell'opera, e di conseguenza tra i due cavalieri.
All'interno del testo l'autore gioca spesso con l'immaginazione del lettore, prendendo ben di rado posizioni esplicite, ma insinuando instancabilmente il dubbio su ciò che intende comunicarci. Il poema si compone di ottonari ed è in rima baciata. Chretien de Troyes si inserisce dopo la poetica cortese, portata dai trovatori della Francia meridionale nel XII secolo, denunciandola e superandola. La ricerca del Graal da parte di Perceval non è una mera ricerca per ottenere la gloria, ma soprattutto un momento di crescita a beneficio del mondo intero. Non a caso il libro è stato scritto per Filippo di Fiandra, tutore dell'erede al trono Filippo Augusto. Per Chrétien il proprio romanzo ha l'ambizione di diventare il supporto per la formazione del nuovo Re di Francia.

## LeContinuazioniapocrife
Quattro poeti, dopo la morte di Chretien de Troyes, provarono a dare un seguito al suo romanzo.

### Prima Continuazione
La prima Continuazione ha aggiunto al romanzo di Chretien dai 9.500 ai 19.600 versi (a seconda del manoscritto). Essa è stata talvolta attribuita a Wauchier de Denain e per questo motivo spesso la si definisce Pseudo-Wauchier. Ne esiste una versione breve, una media ed una lunga; la corta è la più antica e la meno fedele al racconto di Chrétien. Roger Sherman Loomis ritiene che questa versione rappresenti la vera tradizione della leggenda del Graal, notevolmente diversa da quella di Chrétien. Questa prima Continuazione comprende l'avventure anteriori di Galvano; sua madre e sua nonna sono andate a trovare Artù, giacché la sorella di Galvano, Clarissant, deve sposare Guiromelant. Galvano dapprima si oppone al matrimonio, per poi riconciliarsi con Guiromelant, e raggiungere Artù per assediare con lui due castelli. Alla fine, visita il castello del Graal.
Le versioni più lunghe comprendono due romanzi indipendenti ma imbricati nell'azione principale. Il Livre de Caradoc (Libro di Caradoc) parla dell'eroe Caradoc, un cavaliere di Artù, e spiega come è nato il suo soprannome «dalle corte braccia» ; l'altro racconta le disavventure del fratello di Galvano, «Guerrehet» (Gaheris o Gareth), su un battello tirato da un cigno.

### Seconda Continuazione
Poco tempo dopo la prima Continuazione, un altro autore aggiunge altri 13.000 versi al complesso narrativo. Questa sezione è stata attribuita a Waucher de Denain e ci sono buone possibilità che sia davvero sua. Composta soprattutto di avventure, questa parte mostra Perceval che ritorna al castello del Graal e ripara la spada di Trébuchet. Nonostante tutto, una minuscola fessura continua a sussistere nella lama, segno che il cavaliere non ha ancora raggiunto la perfezione.

### La Continuazione di Gerbert
17 000 versi aggiunti al testo formano la Continuazione di Gerbert. L'autore, comunemente identificato con Gerbert de Montreuil, ha composto la sua versione indipendentemente da quella di Manessier e intorno alla medesima epoca. Egli aveva scritto una conclusione, ma essa è stata soppressa nei due manoscritti sopravvissuti, che si sono limitati ad inserire una parte dell'opera di Gerbert all'interno della Continuazione di Manessier. Gerbert cerca di ricollegarsi al romanzo originario di Chretien, e l'influenza di Robert de Boron è sensibile. È notevole che abbia inserito all'interno della sua versione un frammento della storia di Tristano che non esiste da nessun'altra parte.

### La Continuazione di Manessier
La Continuazione di Manessier (chiamata anche Terza Continuazione poiché trova posto nei manoscritti che non includono la Continuazione di Gerbert, ma ciò genera ulteriore confusione) aggiunge 10.000 versi e (finalmente) una conclusione. Manessier ha fuso insieme un gran numero di finali differenti che ha trovato negli autori precedenti, cercando per quanto possibile di mettere ordine nella tradizione, ed ha incluso innumerevoli episodi tratti da altre opere, inclusa la Joie de la Cour, un'avventura dell'Erec e Enide di Chrétien de Troyes e la morte di Énide e di Calogrenant come la si racconta nella parte consacrata alla Queste del Saint Graal nel ciclo del Graal di Lancelot. Il racconto termina con la morte del Re Pescatore e l'ascesa di Perceval al suo trono. Dopo sette anni Perceval se ne va per morire nella foresta, Manessier suppone che abbia portato con sé in Cielo il Graal, la Lancia ed il piatto d'argento.

## L'influenza di Perceval
Benché Chrétien de Troyes non avesse fatto in tempo a completarla, la sua ultima opera ha avuto enorme influenza sul mondo letterario medievale. Perceval fece conoscere il Santo Graal ad un'Europa entusiasta e tutte le versioni successive della storia del Graal rimandano a lui direttamente o indirettamente. Il Parzival di Wolfram von Eschenbach è una delle più grandi opere della Germania medievale, ed è fra le tante fondate direttamente sull'opera di Chretien. Un altro personaggio è il Gallese Peredur, figlio di Efrawg, eroe di uno dei tre romanzi gallesi associati al Mabinogion.

## Edizioni
- Alfons Hilka (a cura di), Roman de Perceval, Halle, Max Niemeyer, 1932.
- Perceval o il racconto del Graal, a cura di Gabriella Agrati e Maria Letizia Magini, Collana Biblioteca della Fenice n.31, Parma, Guanda, 1979. Collana Quaderni della Fenice, Guanda, 1983
- I romanzi cortesi (5 volumi in cofanetto), a cura di Jacques Boulenger; edizione italiana cura Gabriella Agrati e Maria Letizia Magini, Collana Oscar Mondadori, Milano, Mondadori, 1981,  p. 600.
- Perceval il Gallese - La Ricerca del Santo Graal (Anonimo), traduzione di Angela Biancini, Poker n.17, Milano, Vallardi, 1994,  p. 184.

## Trasposizione cinematografica
Ispirandosi al poema, nel 1978 il regista francese Éric Rohmer girò Perceval le gallois, film sperimentale con scenari che sembrano ritagliati da miniature del tredicesimo secolo.